# Spoorlijn Bramming - Tønder
De spoorlijn Bramming - Tønder loopt langs de westelijke kust van het schiereiland Zuid-Jutland in Denemarken.

## Geschiedenis
Reeds in 1864 wenste Ribe te worden aangesloten op het spoorwegnet. Het duurde nog tot 1873 voordat een besluit werd genomen tot de aanleg van een spoorlijn van Bramming naar Ribe, aftakkend van de spoorlijn tussen Esbjerg en Lunderskov. Het traject naar tussen Bramming en Ribe werd op 1 mei 1875 door de Jysk-Fyenske Jernbaner (JFJ) geopend. In 1885 ging de JFJ op in de nieuw opgerichte staatsspoorwegmaatschappij Danske Statsbaner (DSB).
De aanleg van de spoorlijn ten zuiden van Ribe verliep minder vlot dan ten noorden van Ribe. Sinds 1864 lag de grens tussen Denemarken en Duitsland zo'n 7 kilometer ten zuiden van Ribe. In samenwerking met de Duitsers zou een spoorlijn tussen Ribe en Heide via Tønder worden aangelegd. De Holsteinische Eisenbahngesellschaft zou zorgen voor de aanleg op het Duitse deel van het traject tot Hviding, te openen in 1887. Het deel tussen de grens en Ribe van slechts 7 kilometer zou voor rekening van de Denen komen. Doordat de Deense regering geen voortgang boekte, besloot de Deen Carl Frederik Tietgen om voor eigen rekening de verbinding tussen Ribe en de grens bij Vester Vedsted aan te leggen, welke op 15 november 1887 gelijktijdig met het Duitse traject kon worden geopend. Een jaar later werd de exploitatie van de lijn tussen Ribe en Vester Vedsted overgedragen aan de DSB. De DSB betaalde Tietgen jaarlijks 40.000 kronen voor het gebruik totdat de DSB de spoorlijn op 1 juli 1896 voor 833.465 kronen van Tietgen overnam.
Nadat Zuid-Jutland in 1920 werd overgedragen aan Denemarken kwam de grens tussen Denemarken en Duitsland ten zuiden van Tønder te liggen. Het traject tussen Tønder en Vedsted werd overgedragen aan de DSB. Het Deense grensstation te Vedsted werd in 1923 gesloten. Het Duitse grensstation Hviding werd in 1987 vervangen door een eenvoudige halte.

## Huidige toestand
Arriva Danmark A/S verwierf in 2002 de concessie voor het lokaal treinvervoer in West-Denemarken voor 7 jaar. Het bedrijf heet tegenwoordig Arriva Skandinavien A/S.

## Trivia
- Het grensstation Vester Vedstrup had het langste stationsgebouw van Denemarken met een lengte van 153 meter. Met uitbouwen aan weerszijden kwam de lengte op zo'n 205 meter. Thans is dit voormalige station in gebruik als ziekenhuis.